# Krzysztof Jurecki
Krzysztof Jurecki (ur. w 1960 w Lubartowie) – polski krytyk, historyk oraz kurator sztuki, doktor nauk humanistycznych. Członek honorowy Związku Polskich Artystów Fotografików. Członek Międzynarodowego Stowarzyszenia Krytyków Sztuki AICA. Autor licznych publikacji na temat fotografii i historii sztuki.

## Życiorys
Krzysztof Jurecki mieszka i pracuje w Łodzi. W 1985 roku ukończył historię sztuki na Uniwersytecie Jagiellońskim w Krakowie. W latach 1990–1993 kontynuował studia doktoranckie w Instytucie Sztuki Polskiej Akademii Nauk w Warszawie. Doktor nauk humanistycznych z zakresu historii sztuki. Doktorat obroniony w 2018 roku na UJ w Krakowie. Tytuł dysertacji: Kontynuatorzy tradycji Wielkiej Awangardy w fotografii polskiej w drugiej połowie lat pięćdziesiątych XX wieku. Pogranicza malarstwa, grafiki i filmu eksperymentalnego. Jest autorem kilku książek oraz licznych tekstów o fotografii i historii sztuki. Swoje teksty publikował m.in.: w „Arteon”, „Art&Business”, „Aspiracje” (stały współpracownik), „Format” (stały współpracownik w latach 1990-2021), „Fotografia”, „Krytyka Literacka”, „Obieg”, „Obscura” (1989), „Projekt” (1987-89), „Student”. Od 1990 roku do 2014 był stałym współpracownikiem czasopisma „Exit”, w latach 2000–2010 "Kwartalnika Fotografia” i od 2022 ponownie. W latach 1985–2005 pracował w Muzeum Sztuki w Łodzi, w którym od 1998 do 2005 roku był kierownikiem Działu Fotografii i Technik Wizualnych. W latach 2007–2017 współpracował z galerią Wozownia w Toruniu. Od 2018 do chwili obecnej odpowiada za program Galerii Patio 2 w Akademii Humanistyczno-Ekonomicznej w Łodzi. 
W latach 1992–1993 uczył w Wyższym Studium Fotografii w Warszawie. W latach 1997–2010 był wykładowcą w Akademii Sztuk Pięknych w Gdańsku oraz ASP w Poznaniu (1994–1996) i ASP w Łodzi (1994–2005). Od 2005 do 2018 był wykładowcą na etacie w Wyższej Szkole Sztuki i Projektowania w Łodzi i ponownie od 2021. Od 2018 do 2019 wykładał historię fotografii w Katedrze Fotografii Państwowej Wyższej Szkoły Filmowej, Telewizyjnej i Teatralnej im. Leona Schillera w Łodzi. Od października 2018 pracuje na etacie w  Akademii Humanistyczno-Ekonomicznej w Łodzi na stanowisku adiunkta, gdzie prowadzi wykłady z historii sztuki i historii fotografii oraz seminarium licencjackie i magisterskie. W latach 2028–2019 był dziekanem Wydziału Artystycznego, a od 2019 roku jest Dziekanem ds. Nauki. Od października 2020 wykłada także na ASP w Łodzi gdzie prowadzi seminarium dyplomowe – licencjackie i magisterskie.    
Jest członkiem międzynarodowej rady programowej Środkowo-Europejskiego Domu Fotografii w Bratysławie. Od 1997 roku jest członkiem Międzynarodowego Stowarzyszenia Krytyków Sztuki (AICA). Od 2002 roku jest członkiem honorowym Związku Polskich Artystów Fotografików. Od 2021 roku jest członkiem Rady Programowej festiwalu Białystok Interphoto, gdzie realizuje także program kuratorski (wystawy Krzysztofa (Gramatyka gender, 2013; Krzysztof Ligęza. Drzewa-cienie-śnienie, 2017; Grzegorz Zygier. Twoone Next, 2021; Eva Rubinstein. Śladami istnienia. Fotografie z lat 1970-1990, 2024).
Jest przewodniczącym i członkiem jury w wielu konkursach fotograficznych, krajowych i międzynarodowych. Od 2002 roku jako przewodniczący jury – ocenia prace w cyklicznym międzynarodowym konkursie cyfrowej fotokreacji „Cyberfoto” w Częstochowie, a także w Piotrkowskim Biennale Sztuki (od 2011-2019). Jest kuratorem wielu wystaw (m.in.) fotograficznych (np. Negocjowanie tożsamości. Między realnym a wirtualnym w fotografii z XXI wieku / Negotiating identity. Between real and virtual in the 21-st century photography, Galeria Foto-Gen, Wrocław, 2018); prowadzi liczne wykłady i warsztaty fotograficzne, m.in. z Tadeuszem Prociakiem, Tomaszem Mielechem i Markiem Liksztetem w Sudetach.

## Publikacje (książki)
- Fotografia polska lat 80, Łódź 1989[22]
- Słowo o fotografii; współautor K. Makowski, Łódź 2003[23]
- Poszukiwane sensu fotografii. Rozmowy o sztuce, Łódź 2008[24]
- Oblicza fotografii, Września 2009[25]
- Od problemu symulacji do "nowego symbolizmu". Aspekty fotografii z początku XXI wiek / From Simulation to “New Symbolism”. Aspects of Photography from the Early 21st Century., Galeria Miejska Arsenał, [kat. wyst.], Poznań 2009
- Kontynuatorzy tradycji Wielkiej Awangardy w fotografii polskiej w drugiej połowie lat 50. XX wieku. Pogranicza malarstwa, grafiki i filmu eksperymentalnego, Muzeum w Gliwicach, Gliwice 2020
- Fotografia czy antyfotografia? Materiały z sympozjum naukowego 18 i 19 czerwca 2019 roku, zorganizowanego przez Muzeum w Gliwicach, red. K. Jurecki, Muzeum w Gliwicach, Gliwice 2020

## Nagrody
- Stypendium MKiDN 2007, 2016, 2025
- Nagroda artystyczna Prezydenta Miasta Gorzowa Wlkp. im. Waldemara Kućko, 2006
- Brązowy Medal Honorowy Piotrkowa Trybunalskiego, 2019
- Medal „Zasłużony Kulturze Gloria Artis” (brązowy), 2023